# إنيز ويبل وايلدر
إنيز ويبل وايلدر (بالإنجليزية: Inez Whipple Wilder) (19 أيار 1871- 29 نيسان 1929). كانت إنيز المولودة في أمريكا، عالمة زواحف وبرمائيات وعالمة تشريحية تابعة لكلية سميث من عام 1902 وحتّى وفاتها. قدّمت إنيز مساهمات ملحوظة في دراسة بصمات الأصابع وبيولوجيا السمندر.

## النشأة والتعليم
ولدت وايلدر في 19 أيار في عام 1871 في دياموند هيل في كمبرلاند، جزيرة رود. كانت الطفلة الثالثة والأصغر لوالديها إيلاب دانييل وسارة ويبل. تخرجت من مدرسة جزيرة رود (التي تعرف اليوم بكلية جزيرة رود) في عام 1890، وحصلت على شهادة الدكتوراه من جامعة براون في عام 1900. قامت بعد ذلك بالتدريس في مدرسة جزيرة رود ومدرسة نورثهامبتون الثانوية، إلى أن أصبحت مدرسة في مجال علم الحيوان في كلية سميث في عام 1902. حصلت على درجة الماجستير من كلية سميث في عام 1904، وأصبحت أستاذاً مشاركاً في عام 1914، ثم أستاذة في عام 1922.

## المسيرة المهنية
في عام 1904، نشرت إنيز دراسة مؤثرة حول جلد راحة اليد (الكف) والقدم عند الثدييات وكيف أن الوسادة الشحمية عند الجنين تؤثر مستقبلًا على الحروف والأنماط الجلدية، والتي تعرف اليوم بأنها مساهمة مبكرة ومهمة فيما يتعلق بالجراثيم الجلدية، ودراسة بصمات الأصابع ؛ ولخّصت مقالتها المعنونة ب «السطح البطني لكريديوم الثدييات: مع إشارة خاصة للظروف الموجودة في الإنسان»، بأنها كل المعارف السابقة فيما يخص علم الوراثة ودراسة بصمات الأصابع؛ وكانت أهم دراسة للحروف الجلدية في الحيوانات غير البشرية في ذلك الوقت. بنفس هذه الفترة كانت إنيز باحثة مساعدة لهاريس هوثورن وايلدر، ثم تزوجا لاحقاً في بوسطن في 26 تموز في عام 1906. نشر هاريس الكثير من الدراسات في مجالات التشريح وعلم الوراثة وعلم الإنسان، كما كان كل من العالمين معروفين بأنهما من أبرز الباحثين في علم تشكيل بصمات الأصابع في أوائل القرن العشرين. استخدم كتاب إنيز «الدراسات المخبرية في تشريح الثيات» والذي نشر في عام 1914 على نطاق واسع للغاية؛ وتم نشر الطبعة الثانية منه في عام 1923.
قامت وايلدر أيضاً بتجميع ما كان يعتبر في ذلك الوقت أحد أكثر البرامج البحثية نشاطاً فيما يتعلق ببيولوجيا السمندر في العالم؛ ثم انضم إليها إيميت آر. دن. وعلى الرغم من دراسة كل من هاريس وإينز للسمندر، إلا أنهما عملا بشكل مستقل ولم ينشرا أي دراسة مشتركة على الإطلاق. كانت إينز أول من قام بتسمية ووصف الأخاديد الأنفية، حيث وجدت البنى الشمية للسمندر عديمة الرئة والمعروفة أيضاً باسم السمندر اللارئوية. ولكن في وقت لاحق –وبمساعدة زميلها دن، اقترحت إنيز تفسيراً لفقدان السمندرات اللارئوية لرئتيها خلال تطورها وهي الصفة التي اكتشفها زوجها. نشرت إنيز ما يصل مجموعه إلى 13 بحثاً فيما يتعلق ببيولوجيا السمندر. في عام 1925، نشرت كتاب «علم تشكيل وتحول البرمائيات».

## حياتها اللاحقة
توفي زوجها في شباط في عام 1928، وبعد ذلك أصبحت رئيسة قسم علم الحيوان في كلية سميث. توفيت إنيز في 29 نيسان من عام 1929، عن عمر يناهز 57 عاماً، بعد صراع طويل مع المرض؛ ولكن قبل وفاتها بوقت قصير، استطاعت إنيز إكمال تحرير السيرة الذاتية لزوجها. تم تسمية أحد المنازل السكنية في كلية سميث باسم منزل وايلدر في عام 1930 كنوع من الكريم لها ولزوجها.

## الكتب
- الدراسات المخبرية في تشريح الثدييات، بي. بلاكيستونزسونآندكو، 1914.
- علم تشكيل وتحول البرمائيات، كلية سميث، 1925.
- محرر: السنوات المبكرة لعالم الحيوان: قصة صبا من نيو إنجلاند، كلية سميث، 1930.